# 新潟市江南区区バス・住民バス
新潟市江南区区バス・住民バス（にいがたしこうなんく・くバス・じゅうみんバス）は、新潟県新潟市江南区で運行されているコミュニティバス。2017年現在、江南区区バス、茅野山・早通地区住民バス「カナリア号」、横越地区住民バス「横バス」の3つが運行されている。

## 沿革

### 茅野山・早通地区住民バス「カナリア号」

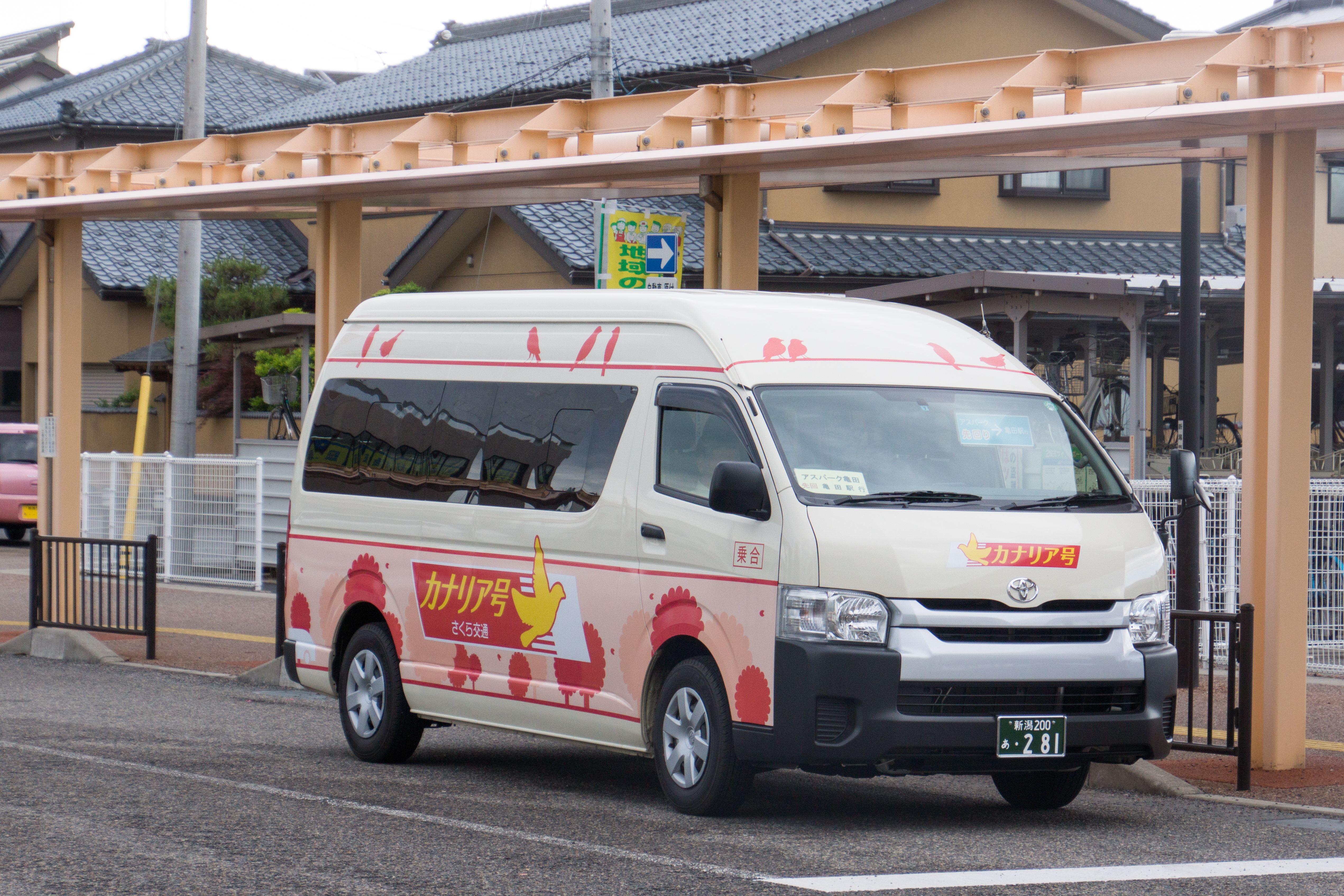
トヨタ・ハイエースで運行されるカナリア号（2017年6月、亀田駅西口）

亀田西部の早通地区には新潟交通の南部営業所があり、新潟市中心部への公共交通の便は非常に良いものの、その一方で亀田駅など亀田中心部への交通の便は非常に悪く、両川地区から早通、亀田を経由する新潟交通の路線バスも狭隘な旧道を遠回りするなど利便性が著しく低かった。さらに、国道49・403号沿いの茅野山地区には公共交通手段が全くなく、住民は不便を強いられていた。このため地元自治会が住民組織を結成し、行政の補助を受け、タクシー会社「さくら交通」に運行を委託する形で2005年（平成17年）11月から「茅野山・早通乗合バス」（カナリア号）の運行を開始した。運賃は大人150円均一（3歳 - 小学6年生100円、3歳未満は無料）であった。運行開始当初は平日のみの運行だったが、2007年（平成19年）5月12日からは土曜・休日の運行も開始された。

### 江南区区バス

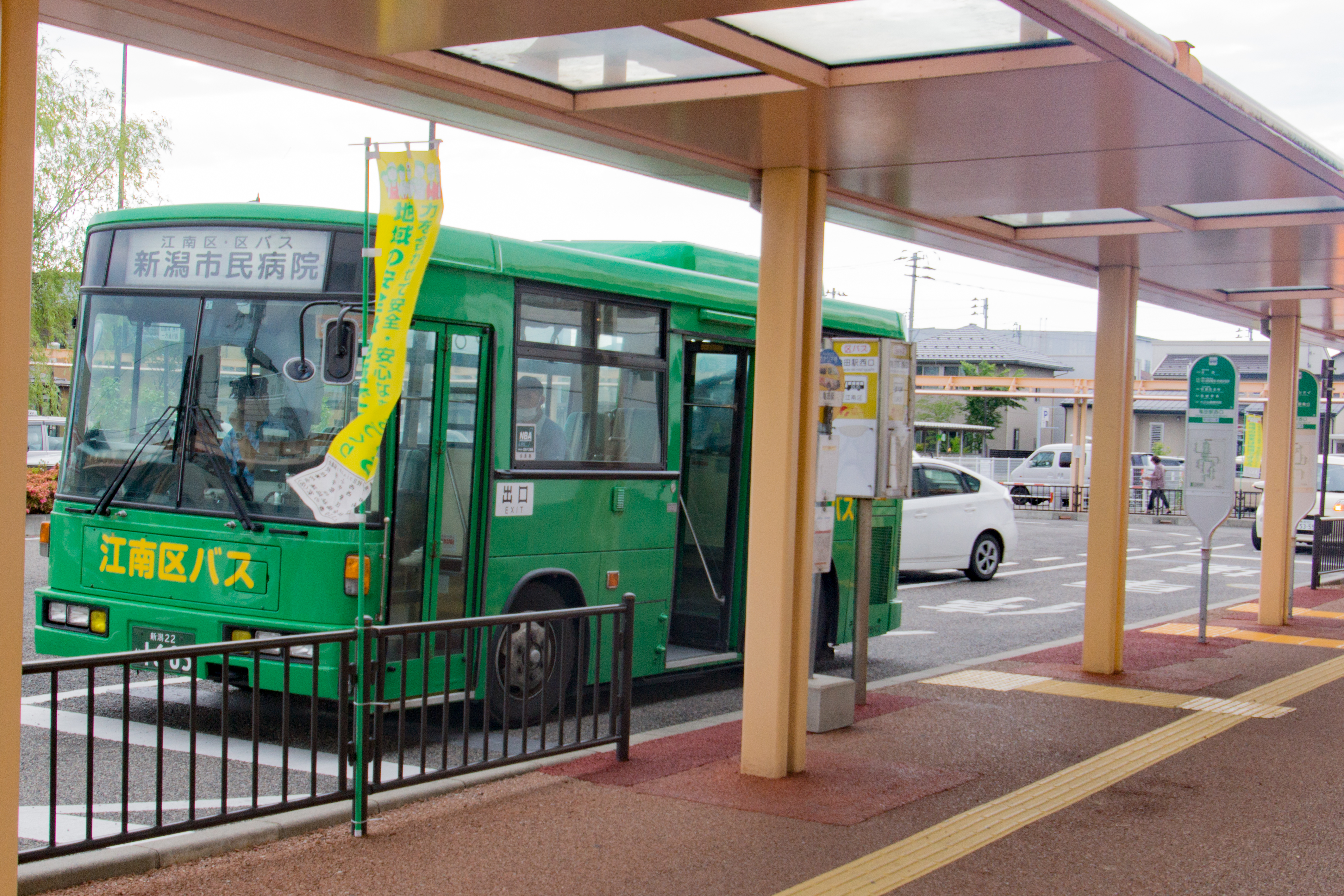
緑色塗装をまとう区バス（2017年6月、亀田駅西口）

市および区は政令市移行に伴い、市内各区と同様、区内各所を巡回する「区バス」を運行している。
当初は新潟市民病院が現在の中央区紫竹山から、曽野木地区に程近い同区鐘木に移転する2007年（平成19年）秋の本格運行開始を目指していたが、新潟交通の既存路線とルートが重複する区間が多いことや、前述のカナリア号との兼ね合いもあって調整が難航し、他区に比べ計画が大幅に遅れた。区バスは中央区を除く市内7行政区で運行事業が実施されているが、江南区の区バスが正式事業化されたのは2008年（平成20年）4月で、7行政区で最も遅いスタートとなった。
政令市移行後に社会実験が2度実施され、まず5月7日から3ヶ月間、亀田駅および江南区役所を発着地とした横越、曽野木、両川・大江山の3ルートで前期の試験運行を行った。このうち横越、曽野木の各ルートは大人200円の全区間均一制運賃としたが、両川・大江山ルートは既存バス路線が並行するため対キロ制運賃とし、特に大江山地区内は路線バスと異なる位置（旧道沿い）にバス停を設けるなどの措置を執った（運賃については亀田駅・区役所等で乗継割引の設定あり。運行は全路線平日のみ）。期間中、利用者からは「通勤・通学に使えるよう、運行時間帯を広げてほしい」「（全路線）均一運賃にしてほしい」「集落内を遠回りせず、幹線道路を経由して目的地に速く着くようにしてほしい」などといった意見が寄せられた。また、区が8月にまとめた利用調査の結果によると、全体の収支率は6%強にとどまり、市が運行継続の目安としている30%のラインを大きく割り込んだ。両川・大江山ルートは特に利用率が低く、また他2ルートでも利用者が全くいない便が生じるなどしていた。先述の利用者の意見等も踏まえると、前期実験では区民や利用者のニーズに必ずしも応え切れていない面が露呈される結果となった。区は「厳しい結果と受け止めている」として、計画内容の再編について検討を開始した。
- 新潟市江南区区バス・前期試験運行（2007年5月7日 - 8月2日）[4]
  - 横越ルート
    - 江南区役所－亀田駅前（西口）－亀田駅東口－三條岡－うぐいす－（蔵岡）－（小杉）－横越出張所－木津－二本木

  - 曽野木ルート
    - 亀田駅前（西口）－江南区役所－亀田工業団地－下早通－丸潟－鍋潟新田－曽野木ニュータウン－曽野木連絡所

  - 両川・大江山ルート
    - 大渕－大渕団地－大江山連絡所前－丸山－亀田駅東口－亀田駅前（西口）－江南区役所－早通小学校前－両川工業団地－割野－中谷内－酒屋車庫－舞潟－曽野木連絡所

そして市民病院移転後の同年11月1日から2008年（平成20年）1月31日までの2ヶ月間、後期実験を実施。ダイヤ、運行ルートの見直しなどを行い、4ルート5路線が設けられた。この2回の実験で路線の採算性や既存バス路線の収支への影響を検証した上で、2008年度から本格運行を開始する予定であった。なお、運行業務は前期・後期とも新潟交通観光バス京ヶ瀬営業所が受託した。
- 新潟市江南区区バス・後期試験運行（2007年11月1日 - 2008年1月31日）[5]
  - 横越ルート（うぐいす・小杉線）
    - 江南区役所－亀田駅前（西口）－亀田駅東口－砂岡団地－三條岡－うぐいす－蔵岡－小杉－横越出張所－プラント5

  - 同（木津・二本木線）
    - 江南区役所－亀田駅前（西口）－亀田駅東口－砂岡団地－三條岡－横越出張所－木津－二本木

  - 曽野木ルート
    - 亀田駅前（西口）－江南区役所－イオン新潟南SC－亀田下早通－鐘木鍋潟－鍋潟新田－丸潟－嘉木－曽野木連絡所－曽野木ニュータウン－新潟市民病院

  - 両川ルート
    - 亀田駅前（西口）－江南区役所－アスパーク亀田前－虫見堂－中谷内－酒屋車庫－舞潟－曽野木ニュータウン－新潟市民病院

  - 大江山ルート
    - 江南区役所－亀田駅前（西口）－亀田駅東口－丸山－茗荷谷－大江山連絡所前－細山－大渕－江口－大渕団地

後期試験においては、曽野木ルートは亀田地区と曽野木地区を連絡する唯一の公共交通手段という側面に加え、亀田駅、区役所、イオン新潟南SC、新潟市民病院などといった市全域においても拠点性の高い施設周辺を経由し、また曽野木地区と亀田駅東側に位置する高校2校との間と、亀田地区と東京学館新潟高等学校との間の通学需要があったことなどから、期間中の1便あたりの利用者は5.5人、収支率は23.7%と、区バスを運行する市内7行政区の中でも突出した利用率を記録した。その一方で、他の3ルートの1便あたりの利用者は1人を割り込み、収支率も5%を下回るなど前期に引き続いて利用率が低迷した。このため区では同年12月14日、曽野木ルートについてのみ先行して運行業務委託業者の募集を行い、翌2008年（平成20年）1月16日、新潟交通観光バスを委託先に選定。1月24日の新潟市地域公共交通会議江南区分科会で同年4月1日以降の正式路線化を決定した。これに伴って曽野木ルートについては本格運行開始に向けて経路とダイヤ、途中停留所の見直しが行われ、また併せて亀田駅西口のロータリー内を発着地とすることも決まり、同年4月1日から正式事業化され運行を開始した。一方、他の2ルートについて区では「沿線住民と話し合いを継続し、今後の運行計画を決めたい」として検討作業を進めたが、その結果両川地区から事業継続に対する要望があったことから、同年度も引き続き試験運行を実施する方針が決まった。だが横越地区・大江山地区からは継続の要望が少なく、両ルートの事業化断念が事実上決定した。
運行開始後の経過
曽野木ルートの運行初年度となった2008年度は前述の条件もあって高い利用率を確保し、12月までの9箇月間で1便あたりの平均利用者が7.9人、収支率も32.3%と区バスを運行する7行政区で最も良好な数値を記録した。この間、利用者から増便や休日の運行を求める意見が数多く寄せられたことから、区では2009年度から曽野木ルートの通年運行開始を決定した（土休日は1往復減便し、5往復を運行予定）。同年度も引き続き新潟交通観光バスが運行を受託することになったが、従来1ドアの小型車両を使用していたため乗降に時間が掛かり、利用者から苦情が寄せられていたことから、同年度からは2ドアの小型車両が充当されることになった。その一方で、両川ルートは10月1日から12月26日まで試験運行を実施したものの、1便あたりの平均利用者が0.5人、収支率も2.0%と実績は著しく低く、採算性の改善が見込めないことから正式事業化の断念が事実上決まり、今後両川地区の公共交通に関しては、既存の路線バス（住民バス区間を含む）の利用促進を図ることになった。
なお曽野木ルートの2009年度の利用実績（4月1日から2010年3月31日まで）は1日平均利用者数104.7人、1便あたりの利用者数9.2人、収支率40.2％と引き続き良好な数値を示したことから、2010年度以降の事業継続が決定。同年度から使用車両を小型ノンステップ車両に変更し、新潟交通グループのバスカードも利用できるようになった。

### 横越地区住民バス「横バス」
前述の2007年度の社会実験では収支率が不調に終わり、区バスとしては正式事業化に至らなかった横越地区だが、地区内には公共交通の無い空白地域が多いことなどから2010年（平成22年）、地元商工会と地区住民が中心となって住民バスの導入に向け検討を進め、同年11月1日から1年間の試験運行を実施することになった。亀田駅東口と区役所横越出張所を基点に、地区内の南北を循環する2ルートにおいて1日合計20便を運行するもので、運行業務は横越中央に本社を置く観光バス事業者のフィールド観光が受託、60人乗りの中型バス3両での運行となった。
- 横バス試験運行（2010年11月1日 - ）[8]
  - ＜北ルート＞ 亀田駅東口－丸山小学校－うぐいすタウン入口－松山－蔵岡－小杉－横越東町－横越中学校－プラント5－川根町－横越出張所
  - ＜南ルート＞ 亀田駅東口－丸山小学校－うぐいすタウン入口－松山－蔵岡－小杉－横越東町－横越中学校－横越上町－沢海－木津－二本木－木津工業団地－横越出張所

横越出張所で北・南ルート間の乗り換えができる時間帯あり。土曜・休日は全便運休

## 現行路線
2017年3月現在の情報は以下の通りである。詳細な運行情報は「区バス・住民バス（新潟市江南区）」を参照。

### 茅野山・早通地区住民バス「カナリア号」

#### 運行ルート
亀田駅を基点とした循環ルートとなっており、13人乗りのハイエースコミューターで以下のように運行されている。
- ■ ＜循環＞ 亀田駅（西口ロータリー内）－五月町－アピタ亀田店－江南区役所－アスパーク亀田－早通－イオンモール新潟南－アピタ亀田店－五月町－亀田駅
※循環ルートはアスパーク先回りとイオンモール先回りの2通りがあり、それぞれ平日5便、土休日4便が運行される。なお、新潟交通や区バスの既存バス停とはバス停の位置が異なる箇所があり、利用の際は注意が必要。
※平日早朝のアスパーク先回り1便はイオン南へは乗り入れず、南部営業所で折り返す。

#### 運賃など
- 運賃は区間均一で、中学生以上210円、小学生110円、小学生未満無料である(2019年10月より運賃が改定された)。また、11枚綴りの回数券が販売されている[9]。

### 江南区区バス

#### 運行ルート
緑色塗装の車両で以下のルートが運行されている。
- ■ ＜アスパーク市民病院ルート＞ （アスパーク亀田－）亀田駅西口－江南区役所－イオンモール新潟南－下早通－鐘木鍋潟－鍋潟新田－丸潟－嘉木－曽野木連絡所前－曽野木ニュータウン－新潟市民病院
※平日8往復、土休日7往復運行され、一部は亀田駅－市民病院の区間便となる。また、平日と土曜はこれに加え20時台にアスパーク→亀田駅1便が運行される

#### 運賃など
- 運賃は区間均一で、中学生以上210円、小学生110円（土休日は50円）、小学生未満無料である(2019年10月より運賃が改定された)。回数券や定期券は利用不可となっている[10]。
- 後のり・後払いであり、現金のほか「りゅーと」等のICカードが利用可能である[10]。

### 横越地区住民バス「横バス」

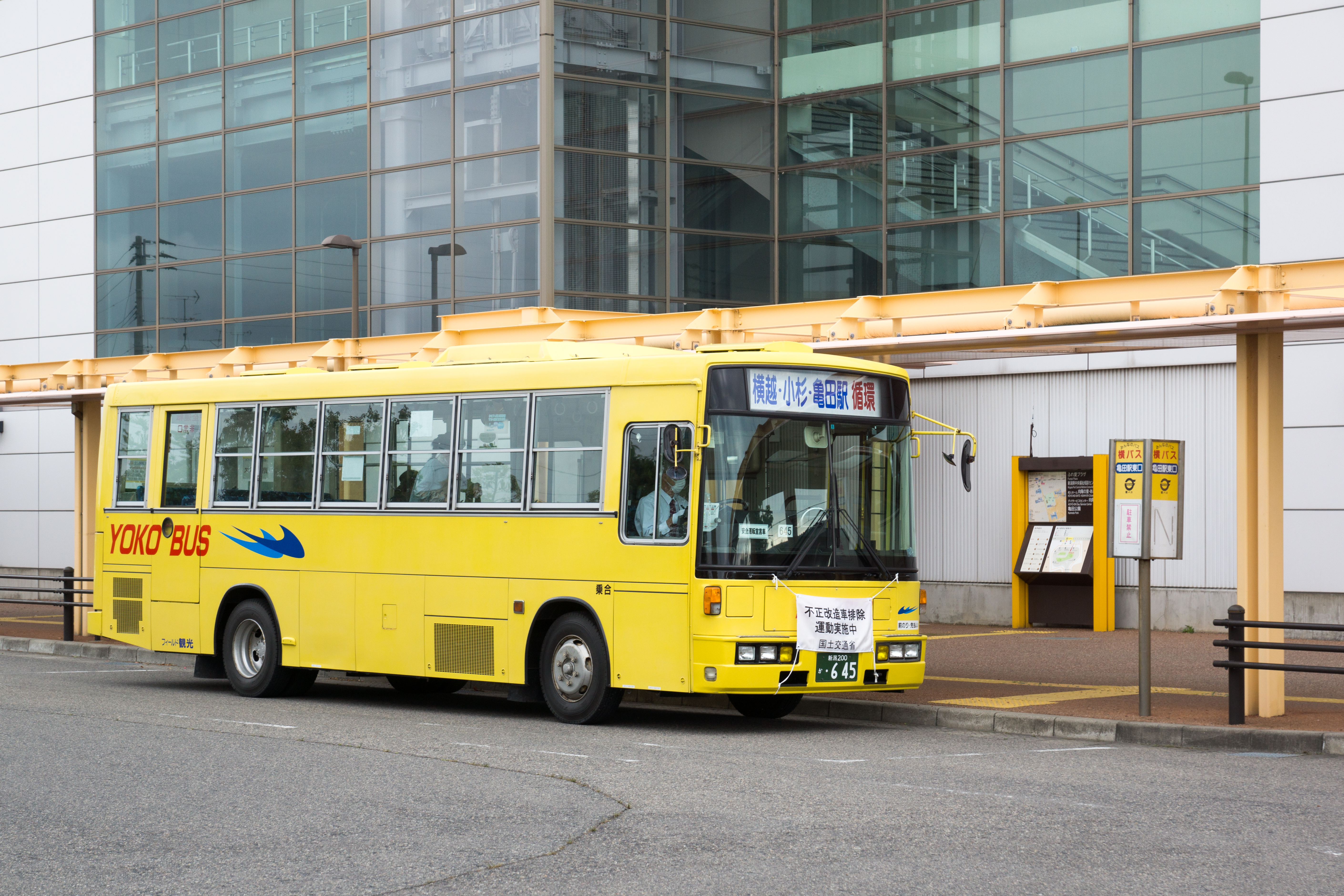
黄色塗装をまとう横バス（2017年6月、亀田駅東口）

横越地区で運行している住民バス「横バス」は、亀田駅東口と区役所横越出張所を基点に、横越・大江山地区の住宅地や集落を巡回するルートで運行している。

#### 運行ルート
亀田駅と地区北部を結ぶ循環線の＜北ルート＞と、横越出張所・荻川駅と地区南部を結ぶ循環線の＜南ルート＞の2系統があり、両者は原則として「横越出張所」で連絡をとる。なお、乗り換えの際の追加運賃は必要ない。休日と年末年始は全便運休となる。土曜については社会実験として運行され、2017年5月現在も継続中である。運行には黄色塗装の中型バス車両が用いられている。
- ■ ＜北ルート＞ うぐいすタウン・蔵岡・小杉・横越・茜ケ丘経由　亀田駅 循環
- ■ ＜南ルート＞ 木津・北方文化博物館・横越経由　荻川駅 循環

#### 運賃など
- 運賃は区間均一で、大人210円、小・中学生110円、小学生未満無料である。また、11枚綴りの回数券（小・中学生用は現金を持たせないことを目的としているため、10枚綴りで割引は無い）、定期券が販売されている[11]。
- 前のり・前払いであり、ICカードの利用は不可[11]。